# Présidence d'Emmanuel Macron
 (janvier 2023).
Président de la République française
Présidence de François Hollande
La présidence d'Emmanuel Macron commence le 14 mai 2017, lors de la cérémonie de passation de pouvoir au palais de l'Élysée. Elle s'étend sur deux quinquennats :
- le premier quinquennat, du 14 mai 2017 au 13 mai 2022 ;
- le second quinquennat, à partir du 14 mai 2022.

Lors de sa première candidature, et à l'occasion de l'élection présidentielle de 2017, Emmanuel Macron devient, à 39 ans, le plus jeune président de la République française avec 66,10 % des suffrages face à Marine Le Pen. Candidat à une réélection, il remporte l'élection présidentielle de 2022 avec 58,55 % des suffrages et bat à nouveau Marine Le Pen, devenant ainsi le premier président de la Ve République à être réélu au suffrage universel hors période de cohabitation.

## Premier mandat
Son premier mandat est marqué par une réforme du Code du travail, une loi de réforme de la SNCF, l'affaire Benalla, l'affaire McKinsey, la révélation de conflits d'intérêts via les Uber Files, le mouvement des Gilets jaunes et le grand débat national qui s'ensuit, ainsi que par un premier projet contesté de réforme des retraites, la mise en place d'une convention citoyenne pour le climat, la pandémie de Covid-19, puis la crise provoquée par l'invasion de l'Ukraine par la Russie alors que commence la présidence française du Conseil de l'Union européenne.

### Gouvernements
La première présidence d'Emmanuel Macron (2017-2022) a connu trois gouvernements successifs, placés sous l'autorité des Premiers ministres Édouard Philippe (I et II) puis de Jean Castex.
| Premier ministre                  | Gouvernement                       | Durée de mandat                                              |
| --------------------------------- | ---------------------------------- | ------------------------------------------------------------ |
| Édouard Philippe Premier ministre | Gouvernement d'Édouard Philippe I  | 1 mois et 4 jours (du 15 mai 2017 au 19 juin 2017)           |
| Édouard Philippe Premier ministre | Gouvernement d'Édouard Philippe II | 3 ans et 14 jours (du 21 juin 2017 au 3 juillet 2020)        |
| Jean Castex Premier ministre      | Gouvernement de Jean Castex        | 1 an, 10 mois et 13 jours (du 3 juillet 2020 au 16 mai 2022) |

### Principales lois et réformes
- Lois pour la confiance dans la vie politique du 15 septembre 2017,
- Ordonnances réformant le code du travail du 22 septembre 2017,
- Loi renforçant la sécurité intérieure et la lutte contre le terrorisme du 30 octobre 2017,
- Suppression de l'Impôt sur la fortune du 30 décembre 2017,
- Loi relative à l'orientation et à la réussite des étudiants du 8 mars 2018,
- Réforme du baccalauréat général et technologique et réforme du lycée du 16 juillet 2018,
- Loi portant évolution du logement, de l'aménagement et du numérique du 23 novembre 2018,
- Suppression de la taxe d'habitation du 30 décembre 2018,
- Loi relative à la croissance et la transformation des entreprises du 22 mai 2019,
- Décret réformant l'assurance chômage du 18 juin 2019,
- Loi pour une école de la confiance du 26 juillet 2019,
- Loi contre les contenus haineux sur internet du 24 juin 2020,
- Confinements et couvre-feux lié à la pandémie de Covid-19 du 17 mars 2020 et du 20 juin 2021,
- Loi pour une sécurité globale préservant les libertés du 25 mai 2021,
- Loi relative à la prévention d'actes de terrorisme et au renseignement du 30 juillet 2021,
- Loi relative à la bioéthique du 2 août 2021,
- Loi relative à la gestion de la crise sanitaire (5 août 2021,
- Loi portant lutte contre le dérèglement climatique et renforcement de la résilience face à ses effets du 22 août 2021)
- Loi confortant le respect des principes de la République du 24 août 2021,
- Loi pour la confiance dans l'institution judiciaire du 22 décembre 2021,
- Loi relative à la différenciation, la décentralisation, la déconcentration et portant diverses mesures de simplification de l'action publique locale du 21 février 2022,
- Plan France Relance en réponse à la crise économique liée à la pandémie de Covid-19 (2020-2022).

## Second mandat
Candidat à sa réélection lors de l'élection présidentielle de 2022, il affronte une nouvelle fois au second tour Marine Le Pen, face à qui il l'emporte grâce à un nouveau barrage républicain, toutefois plus faible que lors de leur précédent duel. Son second mandat commence par l'obtention d'une majorité relative aux élections législatives, une crise énergétique mondiale liée à l'invasion de l'Ukraine par la Russie, une réforme des retraites reculant notamment l'âge du départ à 64 ans, adoptée sans vote de l'Assemblée nationale et fortement contestée, des émeutes urbaines à l'été 2023 ainsi que le vote controversé d'une loi immigration avec le soutien du Rassemblement national fin 2023.
À la suite des résultats des élections européennes en juin 2024 qui marquent une victoire historique du Rassemblement national, il décide de dissoudre l'Assemblée nationale, déclenchant des élections législatives anticipées. Il perd à cette occasion la majorité relative au profit du Nouveau Front populaire, qu'il refuse d'appeler à former un gouvernement minoritaire, provoquant une crise politique inédite sous la Cinquième République. Il s'accorde avec Les Républicains pour former un éphémère gouvernement dirigé par Michel Barnier, qui est renversé par la motion de censure du 4 décembre 2024, avant de nommer François Bayrou.

### Gouvernements
La seconde présidence d'Emmanuel Macron (depuis 2022) a connu 4 gouvernements successifs, placés sous l'autorité des Premiers ministres Élisabeth Borne, Gabriel Attal, Michel Barnier et François Bayrou.
| Premier ministre                  | Gouvernement                    | Durée de mandat                                          |
| --------------------------------- | ------------------------------- | -------------------------------------------------------- |
| Élisabeth Borne Première ministre | Gouvernement d'Élisabeth Borne  | 1 an, 7 mois et 24 jours (16 mai 2022 au 9 janvier 2024) |
| Gabriel Attal Premier ministre    | Gouvernement de Gabriel Attal   | 7 mois et 27 jours (9 janvier au 5 septembre 2024)       |
| Michel Barnier Premier ministre   | Gouvernement de Michel Barnier  | 3 mois et 8 jours (5 septembre au 13 décembre 2024)      |
| François Bayrou Premier ministre  | Gouvernement de François Bayrou | 7 mois et 6 jours (depuis le 13 décembre 2024)           |

### Principales lois et réformes
- Réforme des retraites en France en 2023, reportant l'âge de départ à la retraite de 62 ans à 64 ans,
- Loi relative à l'asile et à l'immigration.